# Nejednadžba
Nejednadžba je matematički izraz koji povezuje poznate i nepoznate veličine s pomoću nekog od znakova nejednakosti. 
Znak nejednakosti prvi je počeo koristiti engleski matematičar Thomas Harriot (1560. – 2. srpnja 1621.).
Nejednadžba simbolom za uređaj > ili < iskazuje da lijeva strana nejednadžbe mora biti veća ili manja od desne strane nejednadžbe. Pri rješavanju nejednadžbe traži se interval skupa svih vrijednosti x koji udovoljavaju nejednadžbi. Nejednadžba može biti izražena i sa {\displaystyle \leq } ili {\displaystyle \geq }.
Zamjenom znaka „=“ znakom „>“ pretvara se jednadžba
{\displaystyle 2x-4=6\,}
u nejednadžbu
{\displaystyle 2x-4>6\,}.
Za razliku od rješenja jednadžbe, x = 5, rješenje nejednadžbe će očito biti
{\displaystyle x>5\,},
Skup vrijednosti x koji udovoljava nejednadžbi sadržavat će sve realne brojeve od 5 do {\displaystyle +\infty } gdje sam broj 5 nije uključen u rješenje nejednadžbe. Da je nejednadžba bila zadana kao
{\displaystyle 2x-4\geq 6\,}
tada bi skup vrijednosti x koji udovoljava nejednadžbi uključivao i broj 5.

### Pravila rješavanja nejednadžbi
Pravila koje se odnose na postupak rješavanja jednadžbi, vrijede s nekim ograničenjima i za rješavanje nejednadžbi:
1/ U postupku rješavanja nejednadžbe, lijevoj i desnoj strani nejednadžbe smije se dodati i oduzeti isti broj.
2/ U postupku rješavanja nejednadžbe, lijeva i desna strana nejednadžbe smiju se pomnožiti ili podijeliti s istim brojem (različitim od nule).
3/ U postupku rješavanja nejednadžbe veličine i nepoznate veličine smiju se premiještati s jedne strane nejednadžbe na drugu uz promjenu predznaka
te nešto specifično za nejednadžbu
4/ Množenjem cijele nejednadžbe s -1, svi članovi nejednadžbe mijenjaju predznak uz istovremenu promjenu znaka nejednakosti “<” u “>”, odn. “>” u “<”. Primjer:
{\displaystyle -x+3<2x+15\,}
{\displaystyle -x-2x<15-3\,}
{\displaystyle -3x<12/(-1)\,}
{\displaystyle 3x>-12\,}
{\displaystyle x>-4\,}

### Sustav nejednadžbi s jednom nepoznanicom
Sustav od više nejednadžbi postavit će, u pravilu, više različitih uvjeta za skup vrijednosti x rješenja nejednadžbi. Rješenje sustava nejednadžbi s jednom nepoznanicom bit će skup svih realnih brojeva x koji istovremeno zadovoljavaju sve nejednadžbe. Primjer:
{\displaystyle x+6>0\,}
{\displaystyle -x-1<2\,}
{\displaystyle x-1>1\,}
Za sustav od tri nejednadžbe s jednom nepoznanicom traži se skup takvih vrijednosti x rješenja nejednadžbi koji će udovoljavati svakoj od datih nejednadžbi, gdje je:
rješenje prve nejednadžbe: x > -6, odn. interval {\displaystyle \left\langle -6,+\infty \right\rangle },
rješenje druge nejednadžbe: x > -3, odn. interval {\displaystyle \left\langle -3,+\infty \right\rangle },
rješenje treće nejednadžbe: x > 2, odn. interval {\displaystyle \left\langle 2,+\infty \right\rangle }.        
Rješenje sustava nejednadžbi je, dakle, x > 2 jer interval vrijednosti x {\displaystyle \left\langle 2,+\infty \right\rangle } udovoljava za sve tri postavljene nejednadžbe.

## Nejednadžbe složenijih oblika

### Nejednadžba kao produkt binomnih članova
Nejednadžbe mogu biti zadane u obliku produkta dva (ili više) binomnih članova. U tom slučaju svaki od članova postavlja neke određene uvjete kojima mora udovoljiti skup vrijednost x rješenja nejednadžbi. Primjer:
{\displaystyle (x+1)(x-3)>0\,}
Nejednadžba uvjetuje da lijeva strana bude veća od 0, što je ispunjeno u dva različita slučaja:
a){\displaystyle (x+1)>0\,} i {\displaystyle (x-3)>0\,}
b){\displaystyle (x+1)<0\,} i {\displaystyle (x-3)<0\,}.
Oba slučaja mogu se shvatiti kao sustavi nejednadžbi s jednom nepoznanicom i rješavati odvojeno. Skup vrijednosti rješenja nejednadžbi mora udovoljavati kako slijedi:
{\displaystyle a)x>-1\,} i  {\displaystyle x>3\,}
{\displaystyle b)x<-1\,} i  {\displaystyle x<3\,}.
Kako bi skup rješenja x nejednadžbe udovoljavao uvjetu pod a) mora biti da je x > 3, a kako bi u drugom slučaju udovoljavao uvjetu pod b) mora biti da je x < -1. Skup vrijednosti x rješenja nejednadžbi očito će biti unija skupova iz intervala realnih brojeva 
{\displaystyle \left\langle -\infty ,-1\right\rangle }
{\displaystyle \left\langle 3,+\infty \right\rangle }.

### Nejednadžba kao kvocijent binomnih članova
Nejednadžba može biti zadana i kao kvocijent dva binomnih članova, gdje se u rješavanju razmišlja na ekvivalentan način kao u prethodnom primjeru. Primjer:
{\displaystyle {\frac {x^{2}+2}{x+2}}\geq 0}
Nejednadžba uvjetuje da lijeva strana bude veća ili jednaka nuli, no kako je (x2 + 2) za realne x uvijek pozitivan broj, mora i djelitelj (x + 2) biti pozitivan kako bi razlomak bio veći od nule. To je ispunjeno za x> -2. Skup vrijednosti rješenja x nejednadžbe bit će interval realnih brojeva {\displaystyle \left\langle -2,+\infty \right\rangle }.

### Nejednadžba kao produkt i kvocijent binomnih članova
Nejednadžba može biti zadana i kao složeni izraz koji uključuje više binomnih članova u još složenijem odnosu. Primjer:
{\displaystyle {\frac {(1+x)(2-x)}{(2+x)(3-x)}}>0}
Izraz koji čini lijeva strana nejednadžbe možemo shvatiti i kao funkciju
{\displaystyle y={\frac {(1+x)(2-x)}{(2+x)(3-x)}}}.
Iz izraza koji opisuje funkciju vidljivo je da će funkcija imati nultočke u točkama: x = -1 i x = 2, a polove u točkama x = -2 i x = 3. Razvivši, nadalje, oba binomna umnoška, funkciju možemo prikazati u obliku 
{\displaystyle y={\frac {-x^{2}+x+2}{-x^{2}+x+6}}}
Kako je limes funkcije pozitivan kada x teži u {\displaystyle -\infty } i kada teži u {\displaystyle +\infty }, funkcija će za dovoljno mali i za dovoljno veliki x biti očito pozitivna s odgovarajućom promjenom predznaka u polovima i nul točkama. Skicirajući tijek funkcije kako x poprima vrijednosti od {\displaystyle -\infty } prema {\displaystyle +\infty },može se ustanoviti da će funkcija imati redom:
a)pozitivnu vrijednost u intervalu x od x = {\displaystyle -\infty } do prvog pola u x = -2,
b)negativnu vrijednost od prvog pola x = -2 do prve nultočke x = -1,
c)pozitivnu vrijednost od prve nultočke x = -1 do druge nultočke x = 2,
d)negativnu vrijednost od druge nultočke x = 2 do drugog pola u x = 3 te opet
e)pozitivnu vrijednost od x = 3 do x = {\displaystyle +\infty }.
Skup rješenja x nejednadžbe očito je iz unija intervala   
{\displaystyle \left\langle -\infty ,-2\right\rangle \cup }
{\displaystyle \left\langle -1,2\right\rangle \cup }
{\displaystyle \left\langle 3,+\infty \right\rangle }
Ekvivalentna analiza može se provesti i za bilo koji složeniji oblik nejednadžbe prikazan na odgovarajući način.